# 沙特尔拉福雷
沙特尔拉福雷（法語：Châtres-la-Forêt，法語發音：[ʃatʁ la fɔʁɛ]）是法国马耶讷省的一个旧市镇，属于拉瓦勒区。2019年，沙特尔拉福雷与市镇圣克里斯托夫-迪吕阿并入市镇埃夫龙。

## 地理
沙特尔拉福雷（48°8'1"N, 0°25'54"W）面积13.6 平方千米，位于法国卢瓦尔河地区大区马耶讷省，该省份为法国西北部内陆省份，北起芒什省和奧恩省，西接伊勒-维莱讷省，南至曼恩-卢瓦尔省，东临萨尔特省。
与沙特尔拉福雷接壤的市镇（或旧市镇、城区）包括：埃夫龙、沙姆、利韦、圣克里斯托夫-迪吕阿、圣莱热、圣苏珊和沙姆、圣苏珊。
沙特尔拉福雷的时区为UTC+01:00、UTC+02:00（夏令时）。

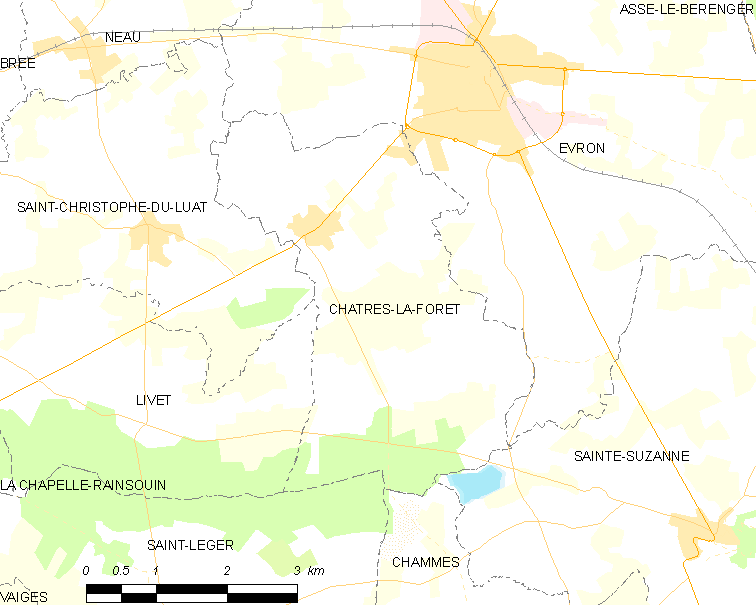
沙特尔拉福雷的OSM定位图

## 行政
沙特尔拉福雷的邮政编码为53600，INSEE市镇编码为53065。

## 政治
沙特尔拉福雷所属的省级选区为埃夫龙县。

## 人口

1962-2008年间沙特尔拉福雷人口变化图示

沙特尔拉福雷于2018年1月1日时的人口数量为793人。